# مارجريت مورسي نايس
مارجريت مورسي نايس (بالإنجليزية: Margaret Morse Nice)‏ عالمة طيور أمريكية من مواليد 26 يونيو 1974 بشيكاغو.

## حياة سابقة
ولدت نيس في أمهيرست، ماساتشوستس، ابنة أنسون مورس، أستاذ التاريخ في كلية أمهيرست، ومارغريت دنكان (إيلي)، كانت الطفلة الرابعة مع شقيقين أكبر سنا علي ووليام، وأخت أكبرتدعى سارة، أخت صغيرة كاثرين وشقيقان أصغران، هارولد وإدوارد.
اهتمت بالطبيعة حتى عندما كانت طفلة، ووالدتها التي درست علم النبات في مدرسة Mount Holyoke Seminary علمتها أسماء الزهور البرية. كان كتابها الأول عن الطيور هو جيني والطيور (1860) من تأليف لوسي غيرنسي والتي قرأتها والدتها.
كان أول كتاب حقيقي للطيور صادفته هو كتاب "طيورنا المشتركة وكيفية التعرف عليها" من جون ب. جرانت (1891) . في سيرتها الذاتية البحث هو شغف معي (1979)، كتبت أن "أعظم هدية عيد ميلاد في حياتي جاءت في عام 1895. مابل أوسغود رايت طائر الحرف . يحتوي هذا الكتاب على رسوم توضيحية ملونة للطيور، وقد أرشدها إلى الاحتفاظ بملاحظات على الطيور المحلية عندما كانت في الثانية عشرة من عمرها. من خلال عمل الملاحظات الدقيقة، كانت قادرة حتى على مقارنة ملاحظاتها التي تم تسجيلها عندما كانت تبلغ من العمر 13 عامًا ومقارنة معدلات النجاح الوليدة لفتاة روبنز الأمريكية الصغيرة، وتقطيع العصافير، وأقل مصائد الذباب بعد 61 عامًا.
حصلت على درجة البكالوريوس من كلية ماونت هوليوك عام 1906 وماجستير في علم الأحياء من جامعة كلارك في ورسستر ، ماساتشوستس عام 1915. في جامعة كلارك كانت واحدة فقط من الطالبتين الخريجين. تأثرت بشكل كبير بجي ستانلي هول وكليفتون فريمونت هودج. ستؤثر هول على اهتمامها اللاحق بعلم نفس الطفل بينما أثرها هودج في الحفاظ عليها. أثرت هودج بشكل ملحوظ على أنتوني ر. كوسر لسحب مكافأة بقيمة 100 دولار لعينات حمامة الركاب وبدلاً من ذلك عرض مكافأة قدرها 300 دولار للسماح لها بالتعشيش دون إزعاج. أبقى هودج السمان bobwhite في المنزل واعتنت به مارجريت عندما كان هودج مسافرًا. بالنسبة لدرجة الماجستير، أنتجت أول دراسة شاملة عن النظام الغذائي للبوبوايت الشمالي (Colinus virginianus).

## الحياة في وقت لاحق
في جامعة كلارك، قابلت مارجريت ليونارد بلين نيس (المشار إليه باسمه الأوسط) وتزوجا في عام 1908. خدم بلين كمدرس في علم وظائف الأعضاء لمدة عامين في كلية الطب بجامعة هارفارد، وبعد ذلك انتقلت الأسرة إلى نورمان، أوكلاهوما حيث قبل بلين منصبًا في هيئة التدريس في علم وظائف الأعضاء وعلم الأدوية في الجامعة. كان لديهم خمسة أطفال، كونستانس من مواليد 1911، مارجوري 1912، باربرا 1916، إليانور 1918، وجانيت 1922. توفت إليانور من الالتهاب الرئوي في سن التاسعة في كولومبوس، أوهايو.
من عام 1913 إلى عام 1927، درست مارجريت طيور أوكلاهوما التي نُشرت أخيراً باسم «طيور أوكلاهوما» في عام 1931، خلال الوقت في أوكلاهوما أصبحت أيضًا مهتمة جدًا بعلم نفس الأطفال التي نشرت فيها 18 مقالة، كانت كونستانس موضوع دراستها الأولى كجزء من ماجستير «تطويرمفردات الطفل فيما يتعلق بالبيئة» (1915). درست أطفالها ومفرداتهم وطول الجملة وتطور الكلام. نشرت نيس مفردات مارجوري وإليانور في وقائع أكاديمية أوكلاهوما للعلوم (1927). وأشارت إلى أن 19 طفلاً في الثالثة من العمر يبلغ متوسط عددهم من المفردات 910 كلمات ويصل إلى 3000 في ست سنوات. هذا يتناقض مع فكرة قديمة مفادها أن العامل لديه مفردات أقل من 300 كلمة.
 كما درست حمامات الحداد وكتبت عنها في عدة أجزاء، حضرت اجتماعات الجمعية الوطنية لجمعيات أودوبون وتعرفت على العديد من علماء الطيور في المنطقة. في عام 1927 انتقلت إلى كولومبوس ، أوهايو، حيث قبلت بلين الأستاذ في جامعة ولاية أوهايو. أعطتها هذه الخطوة فرصة لمقابلة المزيد من علماء الطيور في المنطقة المجاورة. في اجتماع الجامعة العربية المفتوحة عام 1927، تم استقبالها
كـ «السيدة مورنينج دوف نيس» من قبل فلورنس ميريام بيلي.  هنا قامت بدراسة عصافير الأغنية التي جعلتها واحدة من أبرز علماء الطيور في العالم، مسجلة سلوك الطيور الفردية على مدى فترة طويلة من الزمن. درست زوجين من الطيور، سميت Uno و 4 M ،  البداية وبعد ذلك 69 زوجًا من النطاقات. اعتبارًا من عام 1929 أمضت ثماني سنوات في دراسة هذه الطيور وركزت على التفاعلات والتربية والإقليم والتعلم والغريزة والأغنية.  في عام 1931 قابلت إرنست ماير في اجتماع اتحاد علماء الطيور الأمريكيين (AOU)، وكان مسرورًا بمقابلة أمريكي كان «مهتمًا بأكثر من التسجيلات الخيالية والصور الجميلة»  وشجعها على الكتابة والترتيب ونشر نتائج دراستها. بعد النشر، انتُخبت نيس أول امرأة تترأس نادي ويلسون وزمالة الجامعة العربية المفتوحة. في عام 1932، ذهبت العائلة إلى أوروبا لحضور المؤتمر الفسيولوجي الدولي في روما. في عام 1938، أمضت شهرين في دراسة عادات الطيور الأسيرة مع كونراد لورينز في النمسا. كتبت كتابين رائجين عن دراستها، The Watcher at the Nest (1939) و The Behavior of the Song Sparrow (1943). في نهاية الحرب العالمية الثانية، عملت مع جو هيكي وآخرين لمساعدة علماء الطيور الأوروبيين.
توفيت مارجريت مورس نيس في شيكاغو في 26 يونيو 1974 بسبب تصلب الشرايين، بعد شهرين من وفاة زوجها.

## مساهمات في علم الطيور

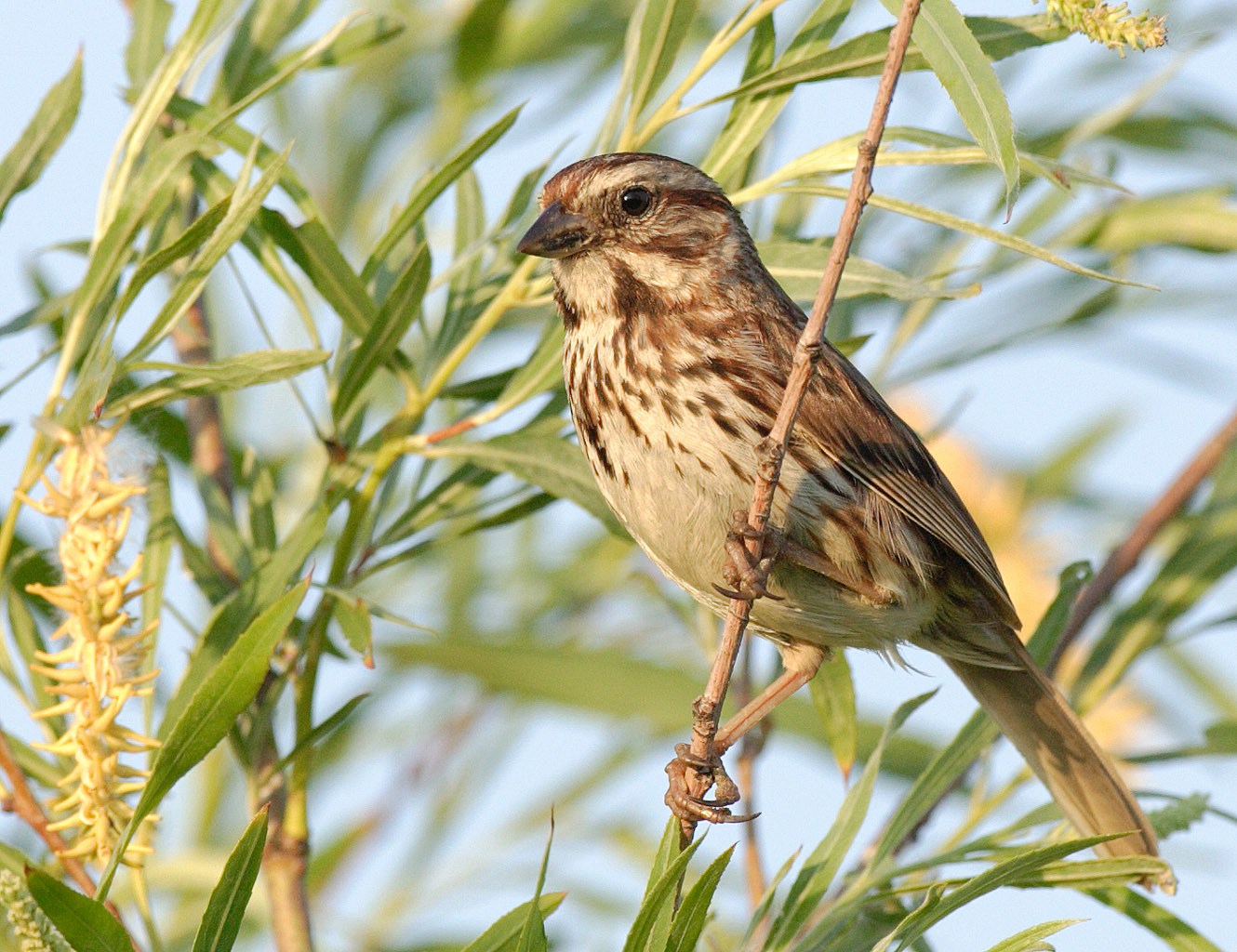
عصفور الأغنية

عملت نيس على تاريخ حياة الطيور في وقت كان معظم التركيز فيه على الجمع والوصف والقائمة الجغرافية. يعتبر عملها على الأغنية العصفور علامة بارزة وكتبت ديبورا ستروم في Bird Birding with American Women (1986) أن عملها كان كبيرًا وصعبًا لدرجة أن العقل يحير في الوقت والصبر المطلوبين. كتب إرنست ماير أن نيس بدأت بمفردها حقبة جديدة في علم الطيور الأمريكي والحركة المضادة الوحيدة الفعالة ضد حركة مطاردة القائمة. تم نشر أول ورقة بحث لها بمساعدة ماير وإروين ستريسمان في الجريدة الألمانية für Ornithologie في عام 1933 و 1934 لأن المجلات الأمريكية لن تقبل مثل هذه المقالات الطويلة. 
كتب نيس ما يقرب من 250 ورقة بحثية عن الطيور و 3000 مراجعة للكتب والعديد من الكتب بما في ذلك طيور أوكلاهوما (1924، 1931)، The Watcher at the Nest (1939) وسيرتها الذاتية. تم نشر سيرتها الذاتية بعد وفاتها بمقدمة كتبها كونراد لورينز. 

## مرتبة الشرف
أصبحت نيس عضوًا فخريًا في جمعيات علم الطيور البريطانية والفنلندية والألمانية والهولندية والسويسرية. حصلت على ميدالية بروستر AOU في عام 1942 لدراستها في عصفور الأغنية، لتصبح ثاني امرأة تحصل عليها بعد فلورنسا ميريام بيلي. حصلت على دكتوراه فخرية، واحدة من كلية ماونت هوليوك خلال لم شمل الصف (1955) والأخرى من كلية الميرا (1962). قال عميد الكلية ريتشارد بوند من كلية الميرا عنها:
عين عالم الطيور روبرت ديكرمان نوعًا فرعيًا مكسيكيًا من عصفور الأغنية (Melospiza melodia niceae) بعدها. 
في عام 1997، أنشأت جمعية ويلسون لعلم الطيور وسام مارغريت مورس نيس للعمل في علم الطيور. 

## منشورات مختارة
1. ↑  Encyclopædia Britannica | Margaret Morse Nice (بالإنجليزية), QID:Q5375741
2. ↑  FemBio-Datenbank | Margaret Morse Nice (بالألمانية والإنجليزية), QID:Q61356138
3. ↑   http://www.discoverwildlife.com/animals/wonder-women. اطلع عليه بتاريخ 2018-07-21. {{استشهاد ويب}}: |url= بحاجة لعنوان (مساعدة) والوسيط |title= غير موجود أو فارغ (من ويكي بيانات) (مساعدة)
4. ↑  Marilyn Bailey Ogilvie (16 Dec 2003). The Biographical Dictionary of Women in Science: Pioneering Lives From Ancient Times to the Mid-20th Century (بالإنجليزية). Routledge. Vol. 2. p. 939. ISBN:978-1-135-96342-2. OCLC:174736794. OL:34099M. QID:Q28721132.
5. ↑  Trautman, M. B. (1977). "In memoriam: Margaret Morse Nice" (PDF). Auk. ج. 94: 430–441. مؤرشف من الأصل (PDF) في 2016-03-05.
6. 1 2 3 4 5  Alan Contreras and Milton Bernhard Trautman in Carol A. Biermann, Louise S. Grinstein, Rose K. Rose 1997. Women in the Biological Sciences: A Biobibliographic Sourcebook. Greenwood Press. (ردمك 0-313-29180-2)
7. 1 2  Burtt, Edward H., Jr. (1998). "Wilson Ornithological Society Establishes Margaret Morse Nice Medal" (PDF). Wilson Bulletin. ج. 110 ع. 1: 25–27. مؤرشف من الأصل (PDF) في 2016-03-05.{{استشهاد بدورية محكمة}}:  صيانة الاستشهاد: أسماء متعددة: قائمة المؤلفين (link)
8. ↑  Nice (1979):37-38.
9. 1 2  Nice (1979):90-91.
10. ↑  Nice (1979):39-40.
11. ↑  Nice (1979):80-81.
12. ↑  Nice (1979):89-90.
13. ↑  Nice (1979):95-96.
14. ↑  Nice (1979):109.
15. ↑  Nice (1979):247-252.